# Винитаручи
Винитаручи (кит. упр. 毘尼多流支, вьет. Tì-ni-đa-lưu-chi, санскр. Vinītaruci; ум. 594 год) — буддийский миссионер во Вьетнаме, выходец из Южной Индии.
Пройдя из Индии через Центральную Азию в Китай, он в 562 году прибыл в Чаньань, где стал учеником третьего патриарха чань-буддизма Сэнцаня. Через 12 лет в связи с преследованиями буддизма ушёл из Чаньани и поселился в Гуанчжоу. Здесь он перевел с санскрита на вэньянь две сутры. На территорию Вьетнама Винитаручи пришёл в 580 году и обосновался в пагоде Фапван в Луилау.
Винитаручи считается первым крупным учителем буддизма во Вьетнаме. Он стал основателем первой школы вьетнамского извода чань-буддизма, школы тхиен. Преемственность наставников школы Винитаручи прослеживается до 1213 года.
Ли Тхай-тонг, император вьетнамской династии Поздние Ли и поэт-буддист, посвятил Винитаручи следующее стихотворение:

Прославляю Винитаручи, проповедника учения тхиен

Южное царство вы посетили когда-то,

Вашею славой каждый наполнился дом.

Множество Будд вы нашим душам открыли,

Множество душ в источнике слили одном.

Нас озаряет луна белоснежная Ланки,

Праджни премудрость пахнет вешним цветком.

Скоро ли встретимся? Скоро ли с вами вдвоём

О сокровенном беседу опять поведём?

Русский перевод этого стихотворения, сделанный Александром Ревичем, был опубликован в 1977 году в 16-м томе (первая серия) Библиотеки Всемирной литературы «Классическая поэзия Индии, Китая, Кореи, Вьетнама, Японии».